# 정핑루

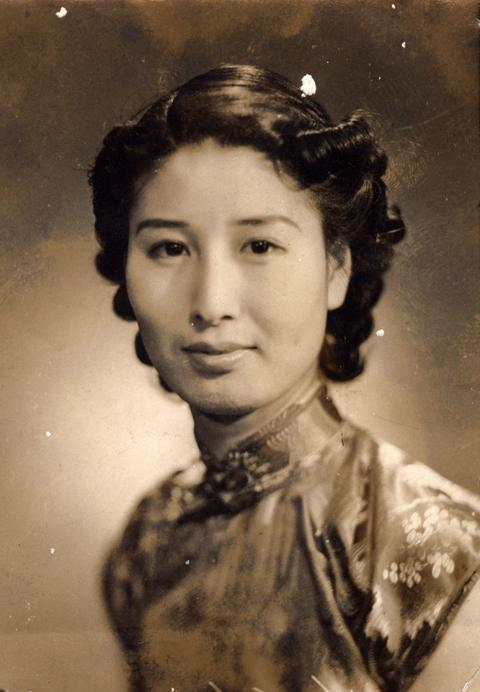
정핑루

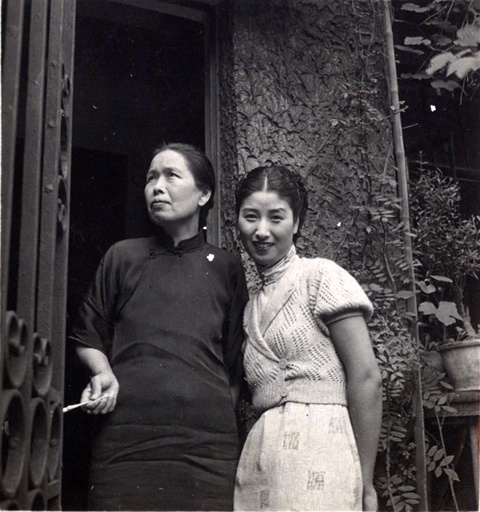
어머니 기무라 하나코와 찍은 사진

정핑루(鄭蘋茹)는 대륙시기 중화민국의 간첩이다. 장아이링의 소설 〈색, 계〉와 그걸 원작으로 한 영화 《색, 계》의 모티브가 되었다.

## 같이 보기
- 고노에 후미타카